# UFC Fight Night: Overeem vs. Arlovski
UFC Fight Night: Overeem vs. Arlovski (também conhecido como UFC Fight Night: 87)  foi um evento de artes marciais mistas promovido pelo Ultimate Fighting Championship ocorrido em 8 de maio de 2016 no Rotterdam Ahoy em Roterdã na Holanda.

## Background
O evento será o primeiro que a organização realizará na Holanda.
O evento está previsto para ser encabeçado por uma luta de pesos pesados, entre o Campeão Mundial do K-1 2010 World Grand Pix e ex-Campeão Peso Pesado do Strikeforce, Alistair Overeem, e o ex-Campeão Peso Pesado do UFC, Andrei Arlovski.
Rashid Magomedov era esperado para enfrentar Chris Wade no evento. No entanto, Magomedov foi retirado da luta, citando lesões no início de março, e foi substituído por Rustam Khabilov.
Peter Sobotta era esperado para enfrentar Dominic Waters no evento. Porém, Sobotta foi removido da luta, alegando lesões no final de março, e foi substituído por Leon Edwards.
Paddy Holohan era esperado para enfrentar Willie Gates no evento. Mas, em 25 de Abril, Holohan, abruptamente, anunciou sua aposentadoria, citando uma rara doença no sangue. Por sua vez, Gates vai enfrentar Ulka Sasaki.
Nick Hein era esperado para enfrentar Jon Tuck no card, entretanto, retirou-se restando apenas 6 dias para o evento, devido a lesão. Ele foi substituído dois dias depois pelo estreante Josh Emmett.

## Bônus da Noite
Os lutadores receberam $50.000 de bônus
- Luta da Noite: Não houve luta premiada.
- Performance da Noite:  Alistair Overeem,   Stefan Struve,  Gunnar Nelson e  Germaine de Randamie